# Kloster Armenteira
Das Kloster Armenteira (Santa María de Armenteira; lateinisch: Armentariae) ist eine ehemalige Zisterzienserabtei in der Provinz Pontevedra in Galicien in Spanien. Es liegt in der Gemeinde Meis nordwestlich von Pontevedra auf halbem Weg nach Cambados.

## Geschichte

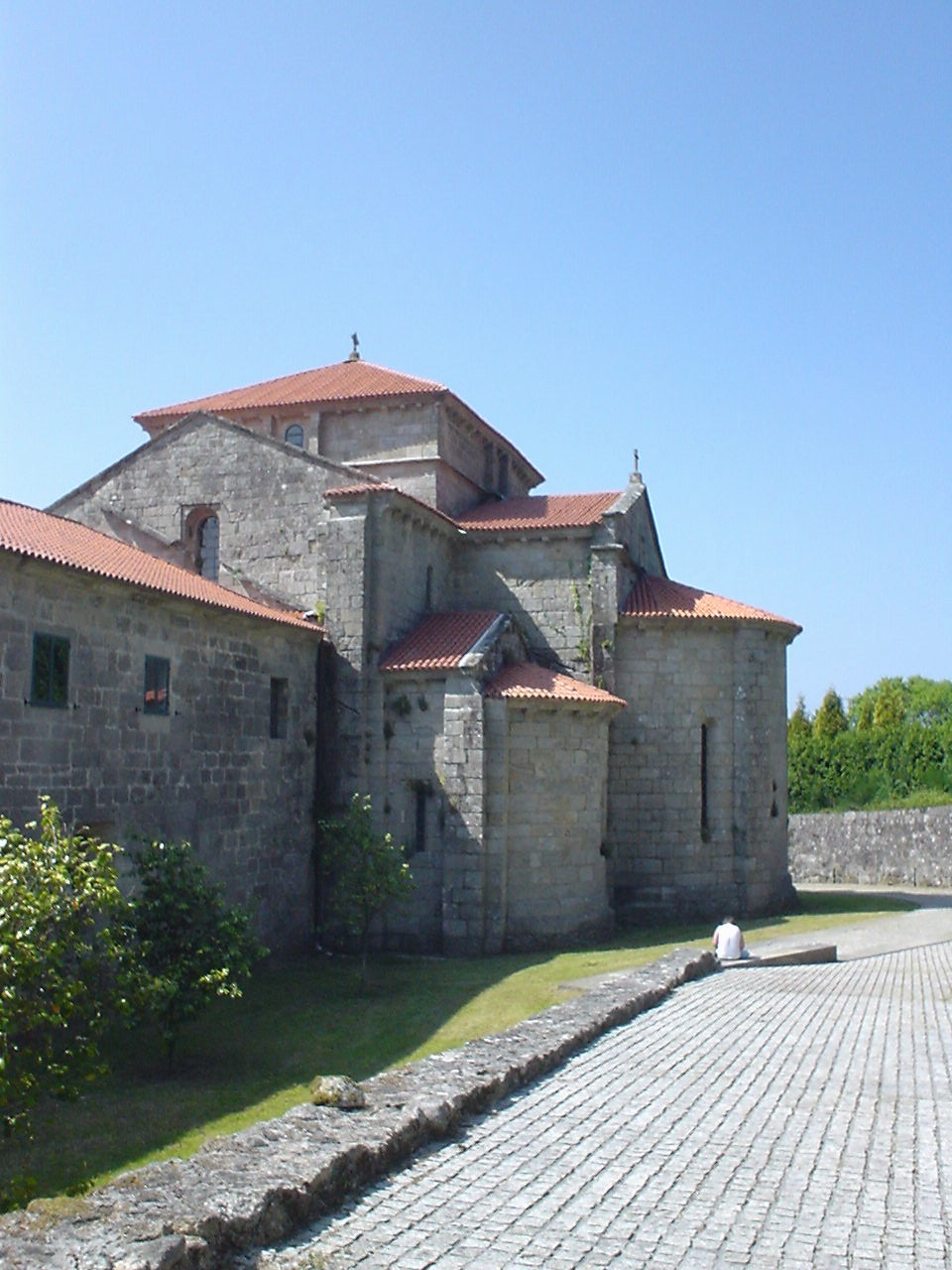
Chor von Süden

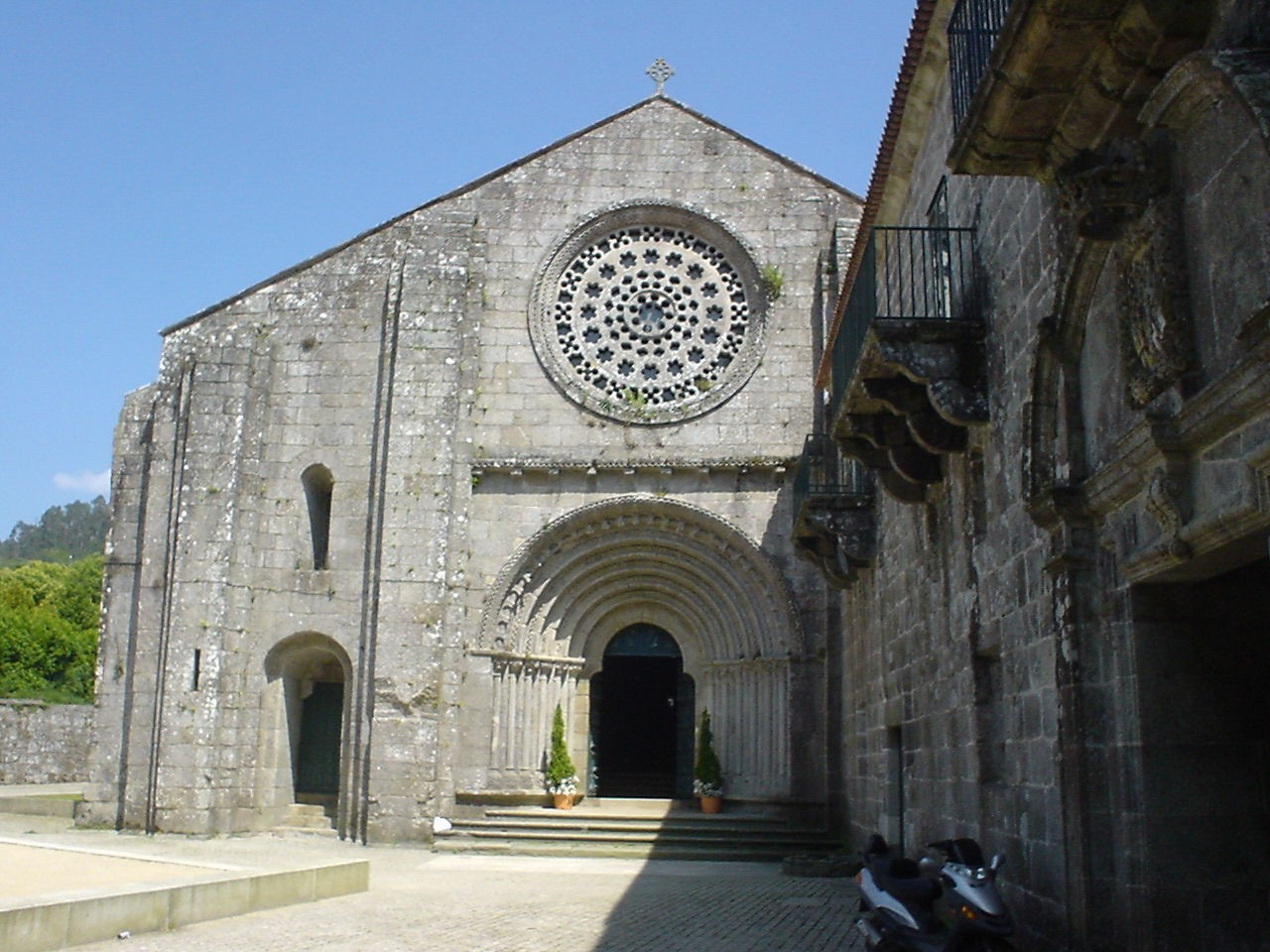
Fassade der Klosterkirche

Das Zisterzienserkloster wurde im Jahr 1149 vom Edlen Don Ero (die Gleichsetzung mit dem Ritter Ero Armentaríz, dem Majordomus von König Alfons VII., ist legendenhaft und kann schon zeitlich kaum zutreffen) gestiftet und schloss sich 1162 dem Zisterzienserorden an. Es gehörte zur Filiation der Primarabtei Clairvaux. Das Kloster erhielt Stiftungen der Könige Alfons VI. und Ferdinand II. Im Jahr 1515 oder 1523 schloss sich das Kloster der kastilischen Zisterzienserkongregation an. Die Klosteraufhebung der Regierung Mendizábal brachte 1837 das Ende des Klosters, das verfiel, bis sich 1963 eine Gesellschaft von Freunden des Klosters bildete. 1989 bezog eine Gemeinschaft von Trappistinnen aus Alloz in Navarra das Kloster, die sich mit der Herstellung liturgischer Geräte beschäftigt.

## Bauten und Anlage

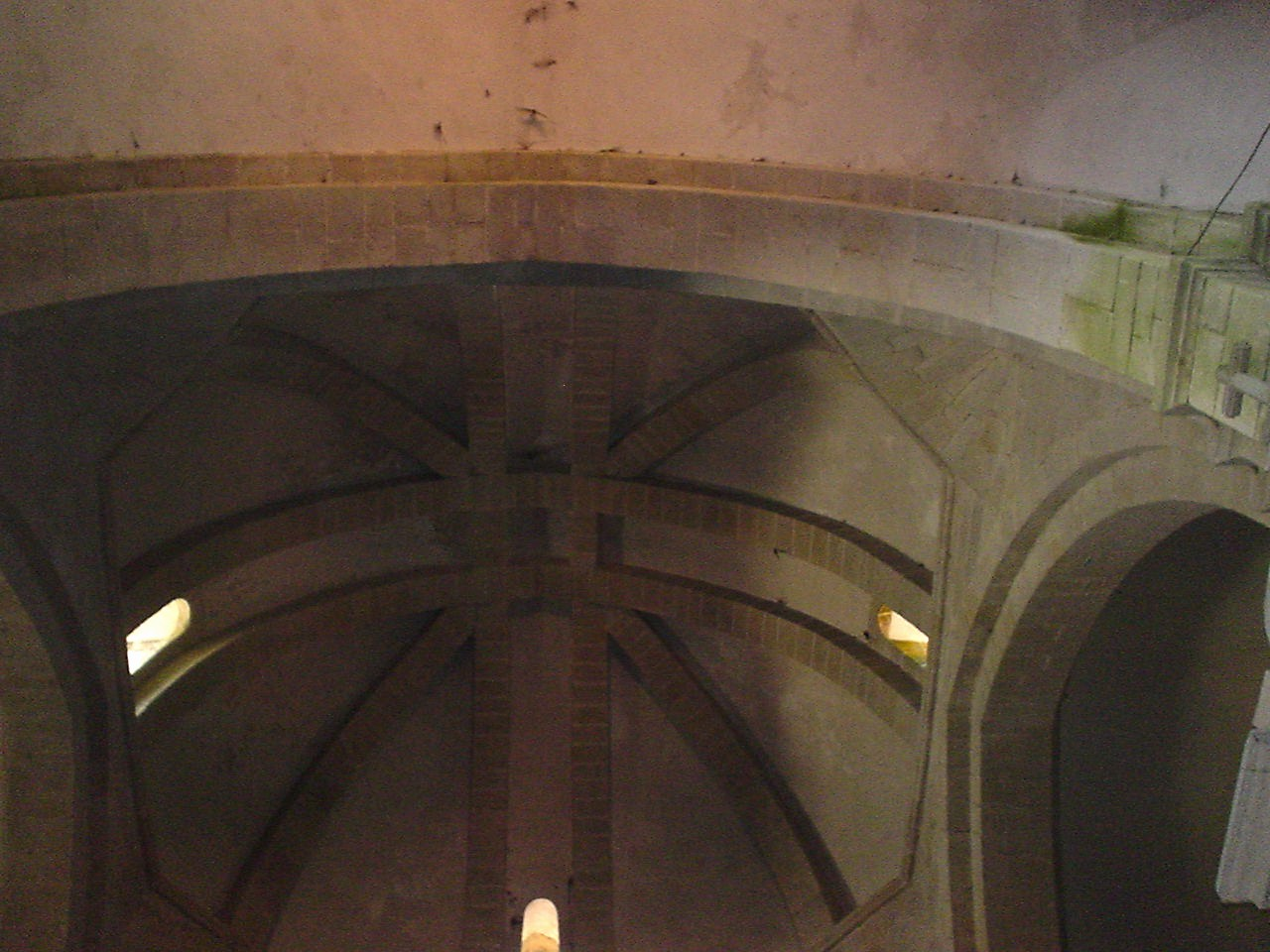
Kuppel

Die von der einheimischen Romanik beeinflusste, um 1167 begonnene und 1225 vollendete Kirche weist in ihrem Äußeren Ähnlichkeiten mit der des Klosters Meira auf (Rosette und Rundbogenportal mit sechs Archivolten in der Westfassade). Das Langhaus in Form eines lateinischen Kreuzes hat drei Schiffe zu je vier Jochen; das Mittelschiff ist von einer Spitztonne überwölbt, während die Seitenschiffe von Kreuzgratgewölben geschlossen werden; an das Querhaus, das nicht über die Schiffsbreite heraustritt, schließt sich im Osten je eine halbrund geschlossene Seitenkapelle an. Auch der Chor ist halbkreisförmig geschlossen. 
Die Vierung überragt ein niedriger Vierungsturm mit Pyramidendach und Kuppel. Die zweistöckige Klausur mit dem Kreuzgang aus dem 16./17. Jahrhundert liegt südlich (rechts) von der Kirche. Die Kirche hat einen Westturm, der mit der Jahreszahl 1778 bezeichnet ist.